# Дигонера (Белуно)
Дигонера (итал. Digonera) је насеље у Италији у округу Белуно, региону Венето.
Према процени из 2011. у насељу је живело 92 становника. Насеље се налази на надморској висини од 1174 м.